# 싸이오사이안산 칼륨
싸이오사이안산 칼륨(Potassium thiocyanate)은 화학식 KSCN을 갖는 화합물이다. 티오시안산염 음이온의 중요한 염이다. 이 화합물은 다른 대부분의 비유기염들에 비해 녹는점이 상대적으로 낮다.